# ینس ارن سوارتدال
ینس ارن سوارتدال (انگلیسی: Jens Arne Svartedal; ۱۴ فوریهٔ ۱۹۷۶ – ) از برندگان مدال‌های بازی‌های المپیک زمستانی و اسکی‌باز صحرانوردی اهل نروژ بود.